# Amami
Amami (Japans: 奄美市, Amami-shi) is een Japanse stad in de prefectuur Kagoshima op het eiland Amami Ōshima. In 2015 telde de stad 44.042 inwoners. 

## Geschiedenis
Op 20 maart 2006 werd Amami benoemd tot stad (shi). Dit gebeurde na het samenvoegen van de stad Naze (名瀬市), de gemeente Kasari (笠利町) en het dorp Sumiyo (住用村).

## Partnersteden
- Nishinomiya, Japan
- Nacogdoches, Verenigde Staten

Subprefecturen:
Kumage · Oshima

Steden:
Aira · Akune · Amami · Hioki · Ibusuki · Ichikikushikino · Isa · Izumi · Kagoshima (hoofdstad) · Kanoya · Kirishima · Makurazaki · Minamikyushu · Minamisatsuma · Nishinoomote · Satsumasendai · Shibushi · Soo · Tarumizu

Districten:
Aira · Isa · Izumi · Kagoshima · Kimotsuki · Kumage · Soo · Satsuma · Oshima

Gemeenten per district